# Monumento a Quevedo (Madrid)
El monumento a Quevedo es un ejemplar de arte público en Madrid. Obra de Agustín Querol, está dedicado a Francisco de Quevedo, destacado literato del período barroco.

## Historia y descripción

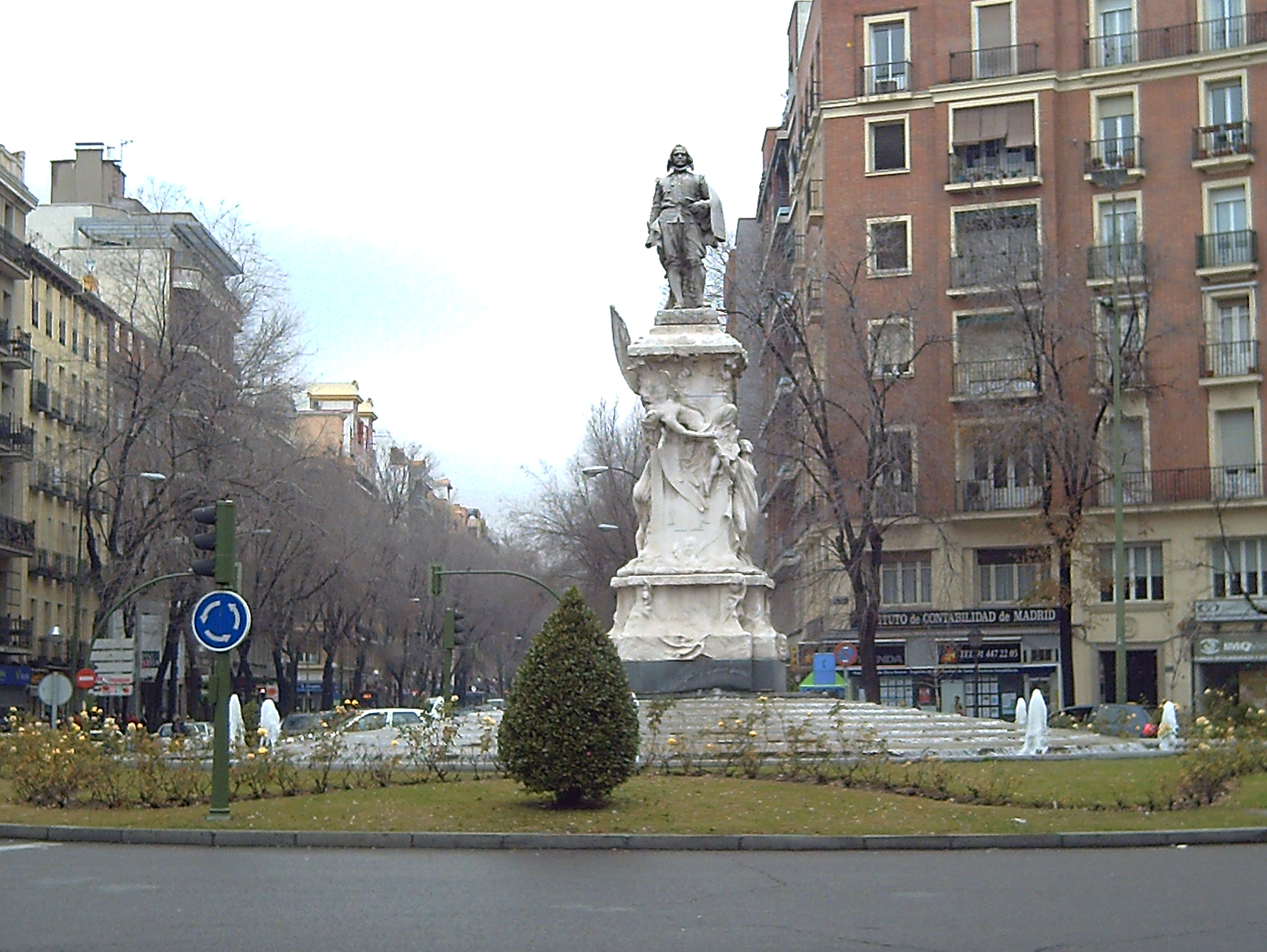
Vista del Monumento a Quevedo en Madrid (España).

Obra de Agustín Querol, fue inaugurado en su ubicación original en la plaza de Alonso Martínez el 5 de junio de 1902 (la ceremonia había sido retrasada varias ocasiones a causa del mal tiempo) como parte de una serie de inauguraciones de esculturas urbanas en Madrid en ocasión de los fastos de celebración de la mayoría de edad de Alfonso XIII, junto a otras figuras notables como Agustín Argüelles, Lope de Vega, Juan Bravo Murillo, Eloy Gonzalo y Goya.
La figura de cuerpo completo puesta en pie de Quevedo, ejecutada en mármol de Carrara remata la parte superior del monumento. Lleva puestos sus característicos quevedos y además porta la cruz de Santiago en el pecho. Cuatro esculturas alegóricas representando la Sátira, la Poesía, la Prosa y la Historia se agarran al plinto calizo.
El pedestal, hecho en caliza de Novelda, se fue deteriorando por la erosión y fue reemplazado por una réplica hecha de (una menos porosa) piedra de Atarce esculpida por Fernando Cruz Solís. El monumento fue trasladado a su ubicación actual en la glorieta de Quevedo en la década de 1960.
Una fuente hecha de granito de Badajoz se instaló en la base del monumento hacia 1999.

## En la cultura popular
«A don Francisco de Quevedo, en piedra» —un poema firmado por José Ángel Valente, parte de Poemas a Lázaro— está dedicado a la estatua.